# كذب أبيض (فلم)
كذب أبيض هو فيلم وثائقي صدر عام 2023، من إخراج وكتابة وإنتاج وتحرير أسماء المدير. يدور الفيلم حول بحث المخرجة عن الحقيقة في خلفيتها العائلية، ويجمع بين التاريخ الشخصي والوطني. وهو إنتاج مشترك بين المغرب ومصر وقطر والمملكة العربية السعودية.
عُرض الفيلم لأول مرة عالميًا في الدورة ال76 لمهرجان كان السينمائي، حيث فازت أسماء المدير بجائزة أفضل مخرج في فئة نظرة ما. تم اختياره لتمثيل المغرب في جائزة أفضل فيلم أجنبي في حفل توزيع جوائز الأوسكار السادس والتسعون. وكان أحد الأفلام الخمسة عشر المتأهلة للنهائيات في القائمة المختصرة لشهر ديسمبر. 

## القصة
تخوضُ بطلة القصة أسماء، رحلة استكشافية تبحث فيها عن الحقيقة والهوية، وتستعين بالتماثيل الطينية المصغرة التي تعيد إحياء شارع طفولتها في الدار البيضاء. وتحاول بمساعدة الأصدقاء والأقارب كشف غموض طفولتها ولغز عائلتها. وبينما تحقق في تاريخ عائلتها، تكشف عن ارتباط تاريخ الحي بأحداث الدار البيضاء 1981.

## طاقم الفيلم
- زهراء الجداوي
- محمد المدير
- عبد الله الزويد
- سعيد مسرور
- وردية الزرقاني
- أسماء المدير

## الإنتاج
استغرق إنتاج الفيلم ثماني سنوات لإكماله.
قدمت أسماء نسخة عمل من الفيلم في "فاينل كات في البندقية"، حيث تتنافس الأفلام على الدعم المالي لمرحلة ما بعد الإنتاج، خلال مهرجان البندقية السينمائي الدولي الثامن والسبعين.

## العرض
اختير الفيلم ليتم عرضه في قسم نظرة ما في الدورة السادسة والسبعين لمهرجان كان السينمائي، حيث عُرض لأول مرة عالميًا في 24 مايو 2023. عُرض أيضًا في مهرجان تورونتو السينمائي الدولي 2023 في 7 سبتمبر 2023. شارك الفيلم الوثائقي أيضًا في مهرجان فانكوفر السينمائي الدولي 2023 في قسم "الطيف" وعُرض في 28 سبتمبر 2023 وشارك أيضًا في مهرجان بوسان السينمائي الدولي الثامن والعشرين في قسم "العرض الوثائقي" وتم عرضه في 5 أكتوبر 2023.
تُدار المبيعات الدولية بواسطة Autlook Filmsales.

## الإستقبال

### الإستجابة النقدية
على موقع تجميع المراجعات روتن توميتوز، حصل الفيلم على 100% من 21 مراجعة نقاد إيجابية، بمتوسط تقييم 7/10. أما موقع ميتاكريتيك، الذي يستخدم متوسط موزون، فقد منح الفيلم درجة 77 من 100، بناءً على 6 نقاد، مما يشير إلى مراجعات «إيجابية بشكل عام».

### الجوائز والترشيحات
| الجائزة أو المهرجان                | التاريخ         | الفئة أو الجائزة                    | المترشح      | النتيجة          | مراجع         |
| ---------------------------------- | --------------- | ----------------------------------- | ------------ | ---------------- | ------------- |
| جائزة الأوسكار                     | 10 مارس 2024    | أفضل فيلم بلغة أجنبية               | كذب أبيض     | القائمة المختصرة | [ 12 ]        |
| مهرجان كان السينمائي               | 26 مايو 2023    | نظرة ما                             | أسماء المدير | رُشِّح              | [ 13 ] [ 14 ] |
| مهرجان كان السينمائي               | 26 مايو 2023    | نظرة ما لأفضل مخرج                  | أسماء المدير | فوز              | [ 13 ] [ 14 ] |
| مهرجان كان السينمائي               | 27 مايو 2023    | العين الذهبية (مُناصفة مع بنات ألفة) | أسماء المدير | فوز              | [ 15 ]        |
| مهرجان سيدني السينمائي             | 18 يونيو 2023   | أفضل فيلم                           | كذب أبيض     | فوز              | [ 16 ]        |
| مهرجان برغن السينمائي الدولي       | 26 أكتوبر 2023  | أفضل فيلم وثائقي دولي               | كذب أبيض     | فوز              | [ 17 ]        |
| مهرجان بلد الوليد السينمائي الدولي | 28 أكتوبر 2023 ‏ | جائزة زمن الحكاية                   | كذب أبيض     | رُشِّح              | [ 18 ]        |
| مهرجان بلد الوليد السينمائي الدولي | 28 أكتوبر 2023 ‏ | جائزة زمن الحكاية للجمهور           | كذب أبيض     | فوز              | [ 19 ]        |
| المهرجان الدولي للفيلم بمراكش      | 02 ديسمبر 2023  | النجمة الذهبية                      | كذب أبيض     | فوز              | [ 20 ]        |
| جوائز الروح المستقلة               | 25 فبراير 2024 ‏ | أفضل فيلم وثائقي ‏                   | أسماء المدير | في الانتظار      | [ 21 ]        |

## وصلات خارجية
- مقالات تستعمل روابط فنية بلا صلة مع ويكي بيانات